# Fenilacetona
Fenilacetone (conhecida como fenil-2-propanona, benzil metil cetona, ou metil benzil cetona), é um composto orgânico. Apresenta-se como um líquido oleoso claro com um índice refrativo de 1,5168. Esta substância é usada na produção de metanfetamina e anfetamina como um material de partida ou como intermediário, onde é comumente conhecida como P2P.